# Pofa be!
A Pofa be! (franciául Tais-toi!) 2003-ban bemutatott francia filmvígjáték Francis Veber rendezésében, Gérard Depardieu és Jean Reno főszereplésével. Zenéjét Marco Prince szerezte.

## Cselekmény
A Montargis-ból származó Quentin (Gérard Depardieu), a nagydarab, bumfordi, kissé együgyű melák, és Ruby (Jean Reno), a kemény, hallgatag bűnöző egy börtöncellában találkozik. 
Quentin egy valutaváltó bódét akart kirabolni, de nem tudta megszerezni a kívánt pénzt, ezért útbaigazítást kért a legközelebbi bankhoz. Amikor a rendőrség megkapja a fülest, hogy valaki bankot készül kirabolni, Quentin berohan egy moziba, ahol éppen a Jégkorszakot vetítik. Ezért kapták el, mert leült megnézni a filmet.
Ruby, a bűnözőket irányító Vogel alárendeltje, aki viszonyt folytatott főnöke feleségével, és börtönbe került, miután rajtakapták, hogy elrejtette a zsákmányt, amit főnökétől lopott el, bosszúból a szeretője haláláért. 
A nyomozó javaslatára a börtönigazgató közös cellában helyezi el őket, egyrészt azért, mert a többi rab nem bírja ki a folyamatosan fecsegő Quentint, és aki ezért rendre megveri őket, másrészt mert azt reméli, hogy Quentin  majd szóra bírja Rubyt. Rubyról csak annyit lehet tudni, hogy nehézfiú, és készül valamilyen akcióra.
A börtönben Ruby nem hajlandó enni és beszélni, ami aggasztja a börtön pszichiáterét, de nem hatja meg a nyomozást vezető nyomozót, aki átlát Ruby cselén.
Quentin azt hiszi, hogy barátságot kötött Rubyval, miután egy érdektelen monológot folytat vele, amire Ruby semmilyen módon nem reagál. Azonban Quentin rövid időre magára marad, miután Ruby öngyilkosságot színlel, hogy kijusson. Quentin ugyanezt teszi, és a gyengélkedőn Ruby melletti ágyban köt ki.
Rubynak sikerül megvesztegetnie a pszichiátert (aki szintén Vogelnek dolgozik), hogy segítsen neki megszökni a börtönből. Quentin azonban meghiúsítja a szökést, és egy darut vezető részeg  barátja segítségével saját, elfuserált szökési kísérletet tesz. Ruby megszökik a börtönből, de akarata ellenére Quentin is vele tart, sőt a páros egymást segítve menekül. Kiderül, hogy Ruby motivációja az, hogy meg akarja bosszulni a szerelme halálát, akit főnöke, Vogel parancsára meggyilkoltak.
Quentin (természetéből fakadó időnként agresszív és erőteljes megnyilvánulásai ellenére) szelíd, békés teremtés, aki ellenzi az erőszak minden formáját, és fejébe veszi, hogy Rubyt is lebeszéli erről. Quentin fejében ők ketten barátok, akik majd együtt egy vendéglőt fognak vezetni. Ruby erről hallani sem akar, és minden eszközzel igyekszik Quentint lerázni, ez azonban lehetetlennek bizonyul.
Vogelt Quentint lövi le Ruby helyett.

## Szereplők
| Szerep                     | Színész            | Magyar hang         |
| -------------------------- | ------------------ | ------------------- |
| Quentin                    | Gérard Depardieu   | Helyey László       |
| Ruby                       | Jean Reno          | Kovács István       |
| Vernet felügyelő           | Richard Berry      | Orosz István        |
| Pszichiáter                | André Dussollier   | Szokolay Ottó       |
| Vogel                      | Jean-Pierre Malo   | Faragó József       |
| Lambert                    | Jean-Michel Noirey | Szalai Imre         |
| Mauricet                   | Laurent Gamelon    | Szabó Győző         |
| Rocco                      | Aurélien Recoing   | F. Nagy Zoltán      |
| Raffi                      | Vincent Moscato    | Schneider Zoltán    |
| Martineau                  | Ticky Holgado      | Botár Endre         |
| Nosberg, előző pszichiáter | Michel Aumont      | Dengyel Iván        |
| Katia/Sandra               | Leonor Varela      | Majsai-Nyilas Tünde |
| Jambier                    | Loic Brabant       | Salinger Gábor      |
| Visinet                    | Edgar Givry        | Paudits Béla        |
| Becca, serdülő srác        | Adrien Saint-Joré  | Hamvas Dániel       |

## Fordítás
- Ez a szócikk részben vagy egészben  a   Ruby & Quentin című angol Wikipédia-szócikk fordításán alapul.  Az eredeti cikk szerkesztőit annak laptörténete sorolja fel. Ez a jelzés csupán a megfogalmazás eredetét és a szerzői jogokat jelzi, nem szolgál a cikkben szereplő információk forrásmegjelöléseként.